# 喬治·勞埃德
喬治·華特·塞爾溫·勞埃德（英語：George Walter Selwyn Lloyd，1913年6月18日—1998年7月3日）是二十世紀英國作曲家。長期受病患所困擾，他的作品產量並不多，但音樂卻十分平實近人，他會運用現代音樂創作手法，同時保有濃厚的後浪漫時期風格。

## 生平

### 童年及青年時代
勞埃德出身於康和郡圣艾夫斯一個對音樂非常熱愛的家庭。由於患有風濕熱，他年幼時近乎在家中自學。11歲有機會跟隨薩蒙斯（Albert Sammons）學習小提琴，又跟隨法爾景（Harry Farjeon）學習作曲。後來一次到倫敦的機會被作曲家約翰·艾爾蘭垂昩。後來進入倫敦聖三一學院攻讀，他的才華開始得到其他人的注意。19歲便完成了他的第1首交響曲，翌年獲得首演，隔年又再首演了《第2號交響曲》。亦因為艾爾蘭的原因，1939年得到布烈頓的首肯，在英國廣播電台中播放他的《第1號交響曲》。
除了交響曲之外，同期他亦創作了兩齣歌劇。第一齣《艾爾連》於1934年在彭贊斯上映；第二套《農奴》更於1938年在倫敦皇家歌劇院進行首演。

### 參軍
第二次世界大戰，勞埃德入伍，效力於海軍擔任樂手。1942年，他被派駐於北極護航艦隊，於驅逐艦千里達號（HMS Trinidad）服役，但艦艇被一枚由德軍U型潛艇所發射魚雷所擊中，油缸爆裂。由於樂手平日都是身處艦艇的底層，這次襲擊令他不少同伴都溺斃於燃料中，他在將近浸溺前才得以獲救，且是最後一名獲救者。
長時間生活在密不見天的船艙和經歷這件事，令他患上了「砲彈休克症」的嚴重心理創傷。戰後，勞埃德在妻子的安排下，在瑞士的一間療養院中作進一步康復治療。在瑞士的生活，他以種植康乃馨、菇類等維生，同時亦恢復創作。他的《第4號交響曲》（1945年）及《第5號交響曲》（1947年）都是在瑞士完成的。其中《第4號交響曲》是他12首交響曲中最長的一首，演奏時間需時65分鐘。他這樣形容《第4號交響曲》中的第1樂章：
|  | ……一個充滿黑暗、暴風雨、怪詭色彩、遠離和平的世界…… |

另一方面，《第5號交響曲》卻充滿陽光和生氣，因此被認為是他慢慢走出了心理創傷的佐證。1948年，勞埃德正式退伍。

## 外部連結
- 勞埃德作品一覽（英文）